# Ronald Jansen
Franciscus Ronaldus Maria (Ronald) Jansen (Sint-Michielsgestel, 30 december 1963) is een voormalig Nederlands tophockeydoelman. Jansen speelde 183 interlands en maakte zijn debuut op 23 juni 1987 tijdens het toernooi om de Champions Trophy (Nederland-Argentinië 5-0). Met Nederland werd hij wereldkampioen in 1998, en olympisch kampioen in 1996 en 2000.
Jansen speelde in zijn loopbaan voor achtereenvolgens MHC De Dommel, HC Wageningen, Oranje Zwart en Hockeyclub 's-Hertogenbosch. Met die laatste club won hij in 1998 de landstitel in de hoofdklasse. Bij diezelfde club trad hij in de zomer van 2001 in dienst als trainer-coach. Na twee jaar hield Jansen het voor gezien. In 2004 was hij assistent van Roelant Oltmans bij de nationale hockeyploeg van Pakistan. In het dagelijks leven is hij eigenaar van een kledinglijn (Keepers by Ronald Jansen).
Ronald Jansen is de vader van hockeyster Yibbi Jansen.

## Internationale erelijst
| JAAR | TOERNOOI               | PLAATS                    | RESULTAAT     |
| ---- | ---------------------- | ------------------------- | ------------- |
| 1987 | Champions Trophy       | Amstelveen, Nederland     | Zilver        |
| 1988 | Olympische Spelen      | Seoel, Zuid-Korea         | Brons         |
| 1994 | Champions Trophy       | Lahore, Pakistan          | Brons         |
| 1994 | Wereldkampioenschap    | Sydney, Australië         | Zilver        |
| 1995 | Europees kampioenschap | Dublin, Ierland           | Zilver        |
| 1995 | Champions Trophy       | Berlijn, Duitsland        | Vierde plaats |
| 1996 | Olympische Spelen      | Atlanta, Verenigde Staten | Goud          |
| 1996 | Champions Trophy       | Chennai, India            | Goud          |
| 1998 | Wereldkampioenschap    | Utrecht, Nederland        | Goud          |
| 1998 | Champions Trophy       | Lahore, Pakistan          | Goud          |
| 1999 | Europees kampioenschap | Padua, Italië             | Zilver        |
| 2000 | Champions Trophy       | Amstelveen, Nederland     | Goud          |
| 2000 | Olympische Spelen      | Sydney, Australië         | Goud          |

Marc Benninga · 
Floris Jan Bovelander · 
Jacques Brinkman · 
Maurits Crucq · 
Marc Delissen · 
Cees Jan Diepeveen · 
Patrick Faber · 
Taco van den Honert · 
Ronald Jansen · 
René Klaassen · 
Hendrik Jan Kooijman · 
Jan Hidde Kruize · 
Frank Leistra · 
Erik Parlevliet · 
Gert Jan Schlatmann · 
Tim Steens ·
Coach: Hans Jorritsma
Floris Jan Bovelander · 
Jacques Brinkman · 
Maurits Crucq · 
Marc Delissen · 
Jeroen Delmee · 
Taco van den Honert · 
Ronald Jansen · 
Erik Jazet · 
Leo Klein Gebbink · 
Bram Lomans · 
Tycho van Meer · 
Teun de Nooijer · 
Wouter van Pelt · 
Stephan Veen · 
Guus Vogels · 
Remco van Wijk ·
Coach: Roelant Oltmans
Jacques Brinkman · 
Jaap-Derk Buma · 
Jeroen Delmee · 
Marten Eikelboom · 
Piet-Hein Geeris · 
Ronald Jansen · 
Erik Jazet · 
Bram Lomans · 
Teun de Nooijer · 
Wouter van Pelt · 
Stephan Veen · 
Guus Vogels · 
Diederik van Weel · 
Sander van der Weide · 
Remco van Wijk · 
Peter Windt ·
Coach: Maurits Hendriks